# Tony Carrera
 (février 2024).
Ne doit pas être confondu avec Tony Carreira.
Pour les articles homonymes, voir Carrera.
Tony Carrera,  né le 26 octobre 1970, est un acteur, producteur et réalisateur français de films pornographiques.

## Biographie
Après avoir terminé des études de gestion et comptabilité, Tony travaille d'abord au Crédit agricole puis crée ses propres sociétés. 
Fasciné par le monde du porno, il a l'occasion d'approcher le milieu du X grâce à l’un de ses amis qui travaille comme graphiste dans une société de distribution. Début 1998, il réalise son rêve en tournant une première scène sous la direction de Stan Lubrick (Yannick Perrin), avec Océane pour partenaire. Dans les mois qui suivent, il tourne pendant les week-ends, tout en continuant ses activités professionnelles. Passionné d'automobiles et propriétaire d’une Porsche Carrera, il prend pour pseudonyme le nom du bolide allemand. 
Pendant trois ans, Tony Carrera tourne de nombreux films amateurs et semi-amateurs sous la direction de réalisateurs comme Stan Lubrick, Patrice Cabanel ou Fabien Lafait. S'étant fait remarquer du milieu professionnel, il travaille à partir de 2001 pour la plupart des maisons de production (Dorcel, Blue One, etc.) et devient dans la première moitié des années 2000, avec son ami Phil Hollyday, l'un des acteurs les plus demandés du X français. Parallèlement à son travail d’acteur, il crée au début des années 2000 une société de production, devenant le producteur exécutif de nombreux films où il apparaît.
En 2010, il signe pour Blue One son premier long métrage en tant que réalisateur, Popaul Emploi, diffusé sur Canal+. Suivront en 2011 Les avocates grimpent au Barreau puis en 2012 Infirmières sans culotte, également diffusés sur la chaîne cryptée. Il co-signe plusieurs films avec le réalisateur Yannick Perrin, sous le label Les Compères.

## Filmographie partielle
- Une si belle histoire d'amour (2016)
- Les Belles fleuristes (2016)
- Pulsion d'Ovidie (2014)
- Cinémax de Max Antoine (2009)
- Bienvenue chez les ch'tites coquines de Fabien Lafait (2008)
- Casino - No Limit d'Hervé Bodilis  (2007)
- French Angels (2008)
- Urgences (2008)
- Le Camping des foutriquets de Yannick Perrin (2007)
- Dorcel Airlines : Flight DP 69 (2007)
- Russian Institute : Lesson 8 (2007)
- Russian Institute : Lesson 7 (2006)
- Sophie : Pornochic 11 (2006)
- French ConneXion d'Hervé Bodilis (2007)
- Katsumi : Pornochic 12 d'Hervé Bodilis  (2006)
- La Chasse, de Tony Del Duomo  (2006)
- Yasmine à la prison de femmes d'Alain Payet (2006)
- Oksana - Flic en uniforme d'Alain Payet  (2005)
- Katsumi à l'école des sorcières d'Alain Payet  (2004)
- Katsumi Provocation d'Alain Payet  (2004)
- La Nymphomane de Yannick Perrin (2004)
- Les Parisiennes de Yannick Perrin (2004)
- La Jouisseuse d'Alain Payet (2003)
- Pretty Nina de Fabien Lafait (2003)
- Baise-moi si tu veux, de Stan Lubrix (2003)
- La Candidate, de Fred Coppula (2002)
- La Cambrioleuse, de Fred Coppula  (2002)
- Le Fabuleux Destin d'Ovidie de Stan Lubrick (2002)
- L'Affaire Katsumi d'Alain Payet (2002)
- Call girls de luxe d'Alain Payet (2001)
- La Fille du batelier de Patrice Cabanel (2001)
- Ovidie mène l'enquête  de Patrice Cabanel (2001)
- Sottopaf et Saccapine font leur cinéma d'Alain Payet (2001)
- Enculator de Cyrille Bara (2001)
- Hardlander de Cyrille Bara (2000)
- Agent 7007 de Cyrille Bara (2000)